# Kečkovce
Kečkovce est un village de Slovaquie situé dans la région de Prešov.

## Histoire
Première mention écrite du village en 1582.

## Démographie

### Évolution de la population
| Année:               | 1994. | 2004.   | 2014.    | 2024.   |
| -------------------- | ----- | ------- | -------- | ------- |
| Nombre de personnes: | 219   | 223     | 247      | 264     |
| Différence:          |       | +1,82 % | +10,76 % | +6,88 % |

| Année:               | 2023. | 2024.   |
| -------------------- | ----- | ------- |
| Nombre de personnes: | 258   | 264     |
| Différence:          |       | +2,32 % |